# Weißrücken-Anemonenfisch
Der Weißrücken-Anemonenfisch (Amphiprion akallopisos) lebt in den Korallenriffen des westlichen und des östlichen Indischen Ozeans. Es hat dort zwei disjunkte Verbreitungsgebiete, im westlichen Indischen Ozean entlang der afrikanischen Küste von Mosambik bis zur äußersten Spitze des Horn von Afrika, bei Madagaskar, den Komoren und den Seychellen, sowie im östlichen Indischen Ozean in der Andamanensee, bei Sumatra, in der Javasee und an der Küste des südwestlichen Thailand. Er fehlt im zentralen Indischen Ozean bei Sri Lanka und den Malediven.
Die Fische akzeptieren zwei Symbioseanemonenarten als Partner.
- Die Prachtanemone (Heteractis magnifica)
- und Mertens Anemone (Stichodactyla mertensii)

## Merkmale
Der Körper, After- und Brustflossen sind orange. Rücken- und Schwanzflosse sind weiß. Ein weißer Längsstreifen beginnt an der Schnauze und zieht sich entlang der Basis der Rückenflosse bis zur Schwanzflosse. Die Rückenflosse hat acht bis neun Hart- und 17 bis 20 Weichstrahlen, die Afterflosse zwei Hart- und zwölf bis 14 Weichstrahlen. Amphiprion akallopisos wird bis zu elf Zentimeter lang. 
Er ähnelt sehr stark dem Orangen Anemonenfisch (Amphiprion sandaracinos) und unterscheidet sich von diesem durch die unterschiedliche Anzahl der Flossenstacheln, der weißen Schwanzflosse, die beim Orangen Anemonenfisch orange ist, sowie dem auf dem Kopf schmaleren weißen Längsstreifen. Die Zähne des Weißrücken-Anemonenfisch sind als Schneidezähne ausgebildet, während die von Amphiprion sandaracinos eine konische Form haben. In der freien Natur können beide Fischarten nur an den Küsten Javas und des südöstlichen Sumatra verwechselt werden, da sich die Verbreitungsgebiete nur dort überlappen.